# Derby gabésien
Le derby gabésien, match de football opposant le Stade gabésien et l'Avenir sportif de Gabès, est considéré comme le deuxième derby le plus important de Tunisie.
Suivi par de nombreux supporters, il se joue en Ligue I ou Ligue II. La rencontre est suffisamment importante pour être retransmise à la télévision, comme en 2007 lorsque le derby a été retransmis en direct sur Canal 21. Le derby se déroule au stade olympique de Gabès, plus connu comme le stade de Zrig, nom du quartier où il se situe.

## Histoire de la rivalité
Le Stade gabésien est fondé en 1957 et l'Avenir sportif de Gabès en 1978. Chacune de ces deux équipes représente un quartier de la ville : Jara pour le Stade gabésien, El Menzel pour l'Avenir sportif de Gabès.
La rivalité a d'abord une origine géographique, les deux clubs évoluant dans la même ville : Gabès. Cependant, celle-ci s'est exacerbée par la course à la Ligue I que se livrent les deux clubs. De nombreuses personnes ont préconisé la fusion des deux clubs mais celle-ci n'a pas eu lieu. La presse tunisienne pense en effet que la création d'un grand club gabésien permettrait de créer un nouveau pôle footballistique en Tunisie, dans le but de s'opposer à la suprématie des clubs tunisois.

## Lieu des rencontres

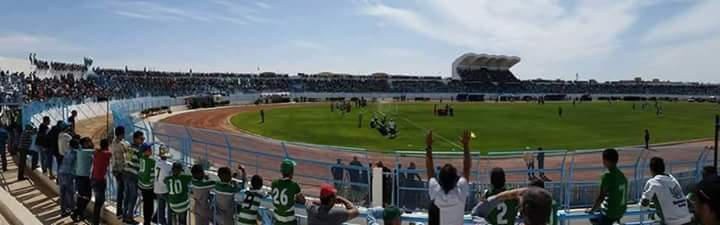
Stade olympique de Gabès.

Le Stade olympique de Gabès dans le quartier de Zrig est le lieu où se jouent les matchs du derby. Auparavant, c'était le stade municipal Omar-Doghman au centre-ville, avec son terrain en terre battue avant qu'il soit revêtu d'un tapis de troisième génération.

## Historique des confrontations

### Championnat
Les résultats du derby depuis la saison 1981-1982, date de la première édition, sont les suivants,
| Saison    | Ligue    | Domicile                | Score | Visiteur                | Buteur(s) du club à domicile                | Buteur(s) du club visiteur                        |
| --------- | -------- | ----------------------- | ----- | ----------------------- | ------------------------------------------- | ------------------------------------------------- |
| 1981-1982 | Ligue II | Avenir sportif de Gabès | 0 - 1 | Stade gabésien          | —                                           | Fethi Moussa                                      |
| 1981-1982 | Ligue II | Stade gabésien          | 2 - 0 | Avenir sportif de Gabès | Abderrazek Amri, Samir Zehdi                | —                                                 |
| 1985-1986 | Ligue II | Avenir sportif de Gabès | 1 - 1 | Stade gabésien          | Adel Ghliss pen.                            | Foued Gaied                                       |
| 1985-1986 | Ligue II | Stade gabésien          | 0 - 0 | Avenir sportif de Gabès | —                                           | —                                                 |
| 1987-1988 | Ligue II | Stade gabésien          | 2 - 1 | Avenir sportif de Gabès | Ali Chahbani, Abderrazek Amri               | Kamel Zrig pen.                                   |
| 1987-1988 | Ligue II | Avenir sportif de Gabès | 0 - 0 | Stade gabésien          | —                                           | —                                                 |
| 1989-1990 | Ligue II | Stade gabésien          | 0 - 0 | Avenir sportif de Gabès | —                                           | —                                                 |
| 1989-1990 | Ligue II | Avenir sportif de Gabès | 2 - 0 | Stade gabésien          | Mongi Bouchaa, Abdelkarim Jedidi            | —                                                 |
| 1990-1991 | Ligue II | Stade gabésien          | 1 - 0 | Avenir sportif de Gabès | Mabrouk Saadallah                           | —                                                 |
| 1990-1991 | Ligue II | Avenir sportif de Gabès | 1 - 0 | Stade gabésien          | Mongi Bouchaa                               | —                                                 |
| 1991-1992 | Ligue II | Avenir sportif de Gabès | 0 - 0 | Stade gabésien          | —                                           | —                                                 |
| 1991-1992 | Ligue II | Stade gabésien          | 1 - 3 | Avenir sportif de Gabès | Ali Chahbani                                | Mounir Nahali, Omar Abdelkarim, Abdelkarim Jedidi |
| 1992-1993 | Ligue II | Avenir sportif de Gabès | 1 - 0 | Stade gabésien          | Adel Berrich                                | —                                                 |
| 1992-1993 | Ligue II | Stade gabésien          | 0 - 1 | Avenir sportif de Gabès | —                                           | Omar Abdelkarim                                   |
| 2004-2005 | Ligue II | Avenir sportif de Gabès | 1 - 0 | Stade gabésien          | —                                           | Abdelmajid Dini                                   |
| 2004-2005 | Ligue II | Stade gabésien          | 0 - 2 | Avenir sportif de Gabès | —                                           | Raouf Gabsi, Mohamed Chibani                      |
| 2005-2006 | Ligue II | Avenir sportif de Gabès | 0 - 2 | Stade gabésien          | —                                           | Karim Hosni pen.                                  |
| 2005-2006 | Ligue II | Stade gabésien          | 0 - 0 | Avenir sportif de Gabès | —                                           | —                                                 |
| 2006-2007 | Ligue II | Avenir sportif de Gabès | 0 - 0 | Stade gabésien          | —                                           | —                                                 |
| 2006-2007 | Ligue II | Stade gabésien          | 1 - 1 | Avenir sportif de Gabès | Dramé Karfa                                 | Saber Sghaier                                     |
| 2008-2009 | Ligue II | Avenir sportif de Gabès | 1 - 1 | Stade gabésien          | Badreddine Hachaichi pen.                   | Dramé Karfa                                       |
| 2008-2009 | Ligue II | Stade gabésien          | 1 - 0 | Avenir sportif de Gabès | Walid Chettaoui                             | —                                                 |
| 2009-2010 | Ligue II | Avenir sportif de Gabès | 1 - 1 | Stade gabésien          | Ahmed Douaib                                | Anis Trabelsi                                     |
| 2009-2010 | Ligue II | Stade gabésien          | 0 - 0 | Avenir sportif de Gabès | —                                           | —                                                 |
| 2014-2015 | Ligue I  | Avenir sportif de Gabès | 0 - 1 | Stade gabésien          | —                                           | Brahima Touré                                     |
| 2014-2015 | Ligue I  | Stade gabésien          | 2 - 1 | Avenir sportif de Gabès | Akrem Ben Sassi (2)                         | Bilel Yaken                                       |
| 2016-2017 | Ligue I  | Stade gabésien          | 1 - 1 | Avenir sportif de Gabès | Youssef Fouzai pen.                         | Lamjed Ameur (en)                                 |
| 2016-2017 | Ligue I  | Avenir sportif de Gabès | 0 - 0 | Stade gabésien          | —                                           | —                                                 |
| 2016-2017 | Ligue I  | Stade gabésien          | 2 - 2 | Avenir sportif de Gabès | Ahmed Hosni, Hichem Essifi                  | Slim Zakar                                        |
| 2016-2017 | Ligue I  | Avenir sportif de Gabès | 1 - 1 | Stade gabésien          | Abdelaziz Ali Guechi pen.                   | Akrem Ben Sassi                                   |
| 2017-2018 | Ligue I  | Stade gabésien          | 1 - 1 | Avenir sportif de Gabès | Izaka Aboudou (en)                          | Abdelhamid Darraji                                |
| 2017-2018 | Ligue I  | Stade gabésien          | 0 - 1 | Avenir sportif de Gabès | —                                           | Slim Mezlini                                      |
| 2018-2019 | Ligue I  | Stade gabésien          | 2 - 0 | Avenir sportif de Gabès | Lamjed Ameur (en) (2)                       | —                                                 |
| 2018-2019 | Ligue I  | Avenir sportif de Gabès | 1 - 1 | Stade gabésien          | Alaa Abdelwahed                             | Izaka Aboudou (en)                                |
| 2023-2024 | Ligue II | Stade gabésien          | 1 - 0 | Avenir sportif de Gabès | Mabrouk Saadallah                           | —                                                 |
| 2023-2024 | Ligue II | Avenir sportif de Gabès | 3 - 0 | Stade gabésien          | Dhia Maatougui, Ahmed Htiwech, Nour El Beji | —                                                 |

### Coupe de Tunisie
| Saison    | Tour                | Domicile                | Score         | Visiteur       | Buteur(s) du club à domicile | Buteur(s) du club visiteur |
| --------- | ------------------- | ----------------------- | ------------- | -------------- | ---------------------------- | -------------------------- |
| 1991-1992 | Premier tour        | Avenir sportif de Gabès | 1 - 1 (5 - 4) | Stade gabésien | Kamel Zrig                   | Fethi Chkioua              |
| 2014-2015 | Huitièmes de finale | Avenir sportif de Gabès | 0 - 2         | Stade gabésien | —                            | —                          |

### Coupe de la Ligue
| Saison    | Tour                | Domicile                | Score | Visiteur       | Buteur(s) du club à domicile | Buteur(s) du club visiteur |
| --------- | ------------------- | ----------------------- | ----- | -------------- | ---------------------------- | -------------------------- |
| 2007-2008 | Huitièmes de finale | Avenir sportif de Gabès | 0 - 2 | Stade gabésien | —                            | —                          |